# Europa Ingenieur
Die Bezeichnung Europa-Ingenieur (Abk. EUR ING) ist ein Qualitätsstandard verbunden mit einer Zertifizierung für europäische Ingenieure. Sie wurde eingeführt, um die unterschiedlichen Ingenieursbezeichnungen in Europa vergleichbar zu machen und einen einheitlichen Qualifikationsrahmen zu schaffen. Die Bezeichnung EUR ING wird von den nationalen Verbänden der europäischen Ingenieur-Vereinigung FEANI (Föderation Europäischer Nationaler Ingenieurverbände, ab 2023: ENGINEERS EUROPE) verliehen.
Die Europäische Kommission hat allen Mitgliedsstaaten empfohlen, den Europa-Ingenieur als Anerkennung von beruflicher und fachlicher Qualifikation für die Ausübung des Berufes eines Ingenieurs ohne Anpassungsmodalitäten (Prüfungen, Zusatzstudien etc.) zuzulassen.

## Voraussetzungen für Anerkennung
Voraussetzungen für das Erlangen des EUR ING sind im Regelfall:
- eine anerkannte akademische Ausbildung von mindestens drei Jahren als Ingenieur
- eine berufliche Ausbildung mit mindestens zwei Jahren Dauer
- wenn die komplette Ausbildung (akademisch und beruflich) weniger als sieben Jahre beträgt, eine zusätzliche berufliche oder akademische Ausbildung um auf sieben Jahre zu kommen. Das heißt, bei einem dreijährigen Studium werden vier Jahre benötigt, bei einem vierjährigen drei und bei einem fünfjährigen zwei.

oder als Spezialfall
- eine ingenieurmäßige Ausbildung, die nicht durch eine akademische Ausbildung abgedeckt ist (z. B. österreichische HTL-Ingenieure)
- mindestens 15 Jahre Erfahrung
- ein Mindestalter bei Verleihung von 35 Jahren

Der Titel wird nur an Mitglieder einer nationalen Ingenieursvereinigung, z. B. Verband Österreichischer Ingenieure (VOI), Verein Deutscher Ingenieure (VDI) oder Schweizerischer Ingenieur- und Architekten Verein (SIA), verliehen. Sie verpflichten sich dem Verhaltenskodex der Organisation.
Der Antrag auf Verleihung des Titels erfolgt über die nationalen Mitglieder und nicht über die Organisation selbst. In Deutschland ist der Deutsche Verband Technisch-Wissenschaftlicher Vereine (DVT) für die Antragsbearbeitung zuständig. Die Titelverleihung (Zertifizierung) ist mit Kosten verbunden.

### Nationale Mitgliedsorganisationen (Auswahl)
- Europäisches Institut für Innovation und Technologie (EIT)
- Verein Deutscher Ingenieure (VDI)
- Verband Österreichischer Ingenieure (VÖI)
- Deutscher Verband Technisch-Wissenschaftlicher Vereine e. V. (DVT)
- Swiss Engineering
- World Federation of Engineering Organizations (WFEO)

## Anerkennung nach Ländern

### Deutschland
Die Anerkennung des EUR ING selbst als Hochschulgrad ist nicht möglich, da es sich nicht um einen akademischen Grad handelt. Die Berufsbezeichnung Ingenieur kann ebenfalls nicht wegen oder anstelle des EUR ING geführt werden. Dies ist in den meisten Fällen unerheblich, da man nach deutschem Gesetz den Titel „Ingenieur“ tragen können muss, um sich als EUR ING eintragen zu lassen, wenn man den Antrag in Deutschland stellt. Die Antragstellung nach Absatz 5.4b „Special Cases“ des „Guide to the FEANI EUR ING Register“ (sog. Sonderfallregelung) ist in Deutschland aufgrund der Gesetzeslage (Schutz der Berufsbezeichnung „Ingenieur/in“ durch die Ingenieurgesetze der Länder) nicht möglich. Wer von der Organisation den EUR ING verliehen bekam, muss für die Verleihung bereits nach jeweiligen staatlichen Kriterien ein Ingenieur sein. Das heißt aber nicht, dass jemand, der ein EUR ING außerhalb von Deutschland beantragt und erhalten hat, eine Berufsbezeichnung Ingenieur in Deutschland zwingend führen darf bzw. eine Berufsanerkennung für einen ausländischen Abschluss beantragt hat.
Anders ist es im Falle des akademischen Grades „Master of Engineering“ (M.Eng.), der zwei bis vier Semester dauert und fast ausschließlich an Fachhochschulen (noch) vergeben wird. In Einzelfällen ist es hier möglich, dass eine FH jemanden (z. B. aufgrund geringer Bewerberzahlen) ohne Bachelor bzw. Diplom im Ingenieurwesen zulässt und den Grad nach erfolgreichem Abschluss verleiht, weshalb der Eindruck entstehen kann, bei dem M.Eng. handle es sich automatisch um einen Ingenieur. Dies ist jedoch nur dann der Fall, wenn das grundständige Studium im Ingenieurwesen durchgeführt wurde. Technische Universitäten verleihen hingegen die für MINT-Fächer europäisch und international gängigen Grade Bachelor und Master of Science (B./M.Sc.) und schließen mit ihren Studienordnungen aus, dass Nichtingenieure in ein ingenieurwissenschaftliches, postgraduales Studium zugelassen werden.
Maßgeblich für das Führen der Berufsbezeichnung Ingenieur sind die Ingenieurgesetze der 16 Bundesländer und ihre individuellen Anforderungen. Gemein haben sie jedoch, dass ein mindestens dreijähriges Hochschulstudium im Ingenieurwesen erfolgreich abgeschlossen werden muss. Dies ist auch der Grund, warum ein Masterstudium im Ingenieurwesen nicht ausreicht, da es in Vollzeit nie eine Regelstudienzeit über zwei Jahre hat.
Wer somit ein grundständiges (und ggf. anschließendes, postgraduales) Studium der Ingenieurwissenschaften erfolgreich absolviert, erhält unabhängig seiner Berufstätigkeit automatisch das Recht, sich als Ingenieur zu bezeichnen. In Einzelfällen können auch weitere MINT-Absolventen (z. B. B./M.Sc. der Physik oder Informatik) nachträglich als „Ingenieure“ bezeichnet werden, wenn sie sich ingenieurmäßige Fähigkeiten durch Berufstätigkeiten angeeignet haben. Hierfür sind die jeweiligen Ingenieurkammern der Länder zuständig. Für die Bezeichnung EUR ING sind jedoch darüber hinaus weitere Kriterien zu erfüllen (s. „Voraussetzungen“).
In Deutschland zählt der Deutsche Verband Technisch-Wissenschaftlicher Vereine (DVT) (Stand 2018/2019) ca. 210.000 Ingenieure und davon 2.851 Ingenieure mit EUR ING-Zertifikat.

### Österreich
Die Anerkennung in Österreich erfolgt durch den Verband Österreichischer Ingenieure (VÖI). Wie auch in Deutschland, handelt es sich in Österreich um eine privat verliehene Bezeichnung anstelle eines tertiären Diploms. Eine Eintragung in öffentliche Urkunden gemäß § 88 Universitätsgesetz 2002 ist daher nicht möglich. Hierdurch unterscheidet sich die österreichische Gesetzgebung bspw. von der britischen, wo der EUR ING (im Gegensatz zu Graden unterhalb des Doktors) auch in Reisepässen eingetragen werden kann.
Wo und wie man Zusatzinformationen zum Namen anbringt, die jedoch weder mit diesem verbunden sind noch irgendein Recht bewirken, ist Sache der betreffenden Person. Dabei muss aber jeder Eindruck eines offiziellen Titels vermieden werden.

### Schweiz
Die Schweiz ist über das sog. Nationalkomitee FEANI eng mit der Föderation Europäischer Nationaler Ingenieurverbände verbunden. Laut Swiss Engineering sind aktuell ca. 33000 EUR-ING-Titel vergeben, davon rund 1000 an Personen in der Schweiz.

### Andere Länder
Es existieren in anderen Ländern weitere, dem Europa-Ingenieur ähnliche Qualifizierungsgrade, z. B. in den USA der Professional Engineer (PE) oder in UK der sog. Chartered Engineer (UK). Weitere Länder können anhand einer länderübergreifenden Liste eingesehen werden.

## Schreibweise des Titels
Europaweit gilt die einheitliche Schreibweise „Eur Ing“ bzw. „EUR ING“, geschrieben wie in der Verleihungsurkunde. Diese unterscheidet sich durch das Leerzeichen anstelle eines Bindestrichs vom veralteten Grad Dipl.-Ing. (siehe auch Leerzeichen in Komposita).

Ursache hierfür ist, dass in Deutschland technische Grade aus historischen Gründen eine deutsche Bezeichnung nach deutscher Rechtschreibung bekamen, während damals vor Einführung von Diplomen lateinische Bezeichnungen die Regel waren. Hierdurch unterscheidet sich bspw. auch der deutsche Dr.-Ing. vom Dr. techn. in Österreich.
In der jeweiligen Landessprache kann die Bezeichnung jedoch nach der jeweils gängigen Rechtschreibung geschrieben werden (z. B. Europa-Ingenieur, European Engineer, Ingénieur Européen, Inzynier Europejski etc.). Ebenso verstößt das Kürzel „Eur-Ing“ mit Bindestrich nicht gegen Gesetze und wird auch von der FEANI in bestimmten Fällen genutzt. Die bevorzugte Schreibweise ist somit dem Träger der Bezeichnung überlassen, während die Urkunden und Standards vereinheitlicht sind.